# Konstantinos Kenteris
Konstantinos Kenteris (gr.: Κωνσταντίνος Κεντέρης), född 11 juli 1973 i Mytilene i Grekland, är en grekisk före detta friidrottare. 
Kenteris överraskade när han som relativt okänd vann OS-finalen 2000 på 200 meter i Sydney på tiden 20,09 före britten Darren Campbell (20,14) och Trinidads Ato Boldon (20,20). Kenteris befäste sin position som världens bäste 200-meterslöpare genom att vinna VM 2001 i Edmonton på tiden 20,04 före sensationen Christopher Williams från Jamaica (20,20) och favoriten Shawn Crawford (20,30). I EM 2002 i München krossade Kenteris allt motstånd. Hans segertid 19,85 innebar mästerskapsrekord och var den bästa tid en europé noterat på låglandsbana. Efter EM trodde många att Kenteris var mannen som skulle överträffa Pietro Menneas europarekord på 19,72 från 1979 och på allvar kunna utmana Michael Johnsons "omöjliga" världsrekord på 19,32 från 1996.
Kenteris var, liksom flera andra grekiska friidrottare, omgärdad av dopningsmisstankar, bland annat till följd av ytterst sparsamt tävlande utanför den grekiska statsgränsen. Inför hemma-OS 2004 var Kenteris favorit på 200 meter och hela Greklands stora hopp. Men Kenteris missade under uppmärksammade former en dopningskontroll tillsammans med Ekaterini Thánou efter en föregiven motorcykelolycka. Bilderna som kablades ut över världen på Kenteris från sjukhuset ledde dock till misstankar om att olyckan i själva verket var en bluff i syfte att undgå kontrollen. TV-bilderna visade en sängliggande Kenteris med löparskor påtagna, vilket är en ytterst ovanlig syn i fråga om en sjukhuspatient. Kenteris tilläts därför inte deltaga i OS och har senare stängts av för dopning.

## Personliga rekord
| Gren                | Resultat | Datum            | Plats        | Kommentar                                    |
| ------------------- | -------- | ---------------- | ------------ | -------------------------------------------- |
| 100 meter           | 10,15    | 23 juni 2001     | Bremen       |                                              |
| 200 meter           | 19,85    | 9 augusti 2002   | München      | Ännu gällande grekiskt rekord (januari 2023) |
| 400 meter           | 45,60    | 27 juli 1998     | Thessaloníki |                                              |
| 300 meter (inomhus) | 32,99    | 23 januari 1999  | Pireus       |                                              |
| 400 meter (inomhus) | 46,36    | 13 februari 1999 | Pireus       | Ännu gällande grekiskt rekord (januari 2023) |